# Foroni Verona FC
Foroni Verona FC – włoski klub piłki nożnej kobiet, mający siedzibę w mieście Werona, na północy kraju.

## Historia
Chronologia nazw:
- 1989: A.C. Foroni Verona
- 2002: Foroni Verona F.C.

Klub piłkarski A.C. Foroni Verona został założony w mieście Werona w 1989 roku. Najpierw zespół występował w rozgrywkach lokalnych, a w 1994 przystąpił do F.I.G.C. i startował w mistrzostwach regionalnych Serie C Veneto. W sezonie 1994/95 z nazwą po zajęciu pierwszego miejsca w grupie awansował do Serie B. W sezonie 1998/99 najpierw zajął pierwsze miejsce w grupie B, a potem w barażach był trzecim i zdobył promocję do Serie A. W sezonie 2000/01 oraz 2001/02 był na drugiej pozycji, a w sezonie 1995/96 po zmianie nazwy na Foroni Verona F.C. osiągnął pierwszy swój sukces, zdobywając pierwszy tytuł mistrzowski. W następnym sezonie powtórzył ten wyczyn. Jednak pomimo wygrania mistrzostwa klub postanowił na stałe zawiesić oficjalną działalność.
W tym samym roku na podstawie Foroni został założony nowy klub Calcio Femminile Verona, który w latach 2008-2010 zagrał w Serie B. Nowe kolory to żółty i niebieski (kolory wyjazdowe to różowy i czarny).

## Stadion
Klub rozgrywa swoje mecze domowe na stadionie Almerina w Weronie, który może pomieścić 1000 widzów.

## Sukcesy

### Trofea międzynarodowe
Nie uczestniczył w rozgrywkach europejskich (stan na 01-01-2017).

### Trofea krajowe
- Serie A (I poziom):
  - mistrz (1): 2002/03, 2003/04
  - wicemistrz (2): 2000/01, 2001/02

- Serie B (II poziom):
  - mistrz (1): 1998/99 (grupa B)

- Puchar Włoch:
  - zdobywca (1): 2001/02
  - finalista (1): 2003/04

- Superpuchar Włoch:
  - zdobywca (1): 2002, 2003

- Campionato Primavera:
  - zdobywca (1): 2001/2002